# Бейнбридж, Уильям Симс
Уи́льям Симс Бе́йнбридж (англ. William Sims Bainbridge; род. 12 октября 1940, Коннектикут) — американский социолог религии. Создатель (совместно с Родни Старком) модели социологической классификации («концепция Старка — Бейнбриджа») новых религиозных движений.

## Биография
Родился 12 октября 1940 года в Коннектикуте.
Окончил подготовительную школу Choate Rosemary Hall.
Учился в Йельском университете и Оберлинском колледже, прежде чем перевёлся в Бостонский университет, который окончил в 1971 году, получив бакалавра гуманитарных наук по социологии. Первоначально он изучал музыку и стал опытным настройщиком фортепиано, а также в свободное время изготавливал клавесины и клавикорды с названием «Бейнбридж», которые до сих пор существуют в нескольких домах.
В 1975 году получил в Гарвардском университете доктора философии по социологии.
В 1975—1980 годах — ассистент-профессор и в 1980—1982 годах — ассоциированный профессор социологии Вашингтонского университета.
В 1982—1987 годах — приглашённый профессор социологии Гарвардского университета.
В 1987—1990 годах — профессор социологии и антропологии Университета штата Иллинойс.
В 1990—1992 годах — профессор социологии и антропологии, а также заведующий кафедрой в Таусенском университет.
В 1992—1999 годах — руководитель социологических программ Национального научного фонда.
В настоящее время является старшим научным сотрудником Института этики и новых технологий.

## Научные труды
- The Spaceflight Revolution (1976).
- Satan's Power: A Deviant Psychotherapy Cult (1978)
- The Future of Religion (with Rodney Stark) (1985)
- Dimensions of Science Fiction (1986)
- Experiments in Psychology (1986)
- Sociology Laboratory (1987)
- A Theory of Religion  (with Rodney Stark) (1987) (Reprinted in 1996 and translated into Polish as Teoria Religi in 2000)
- Survey Research: A Computer-Assisted Introduction (1989)
- Goals in Space: American Values and the Future of Technology (1991)
- Social Research Methods and Statistics (1992)
- Religion, Deviance and Social Control (with Rodney Stark) (1996)
- Sociology (1997)
- The Sociology of Religious Movements (1997)
- The Endtime Family: Children of God (2002)
- God from the Machine: Artificial Intelligence Models of Religious Cognition (2006)
- Nanoconvergence (2007)
- The Secular Abyss (2007)
- Online Multiplayer Games (2010)
- The Warcraft Civilization: Social Science in a Virtual World (2010)
- The Virtual Future (2011)
- eGods: Faith versus Fantasy in Computer Gaming (2013)
- An Information Technology Surrogate for Religion (2014)
- Personality Capture and Emulation (2014)
- The Meaning and Value of Spaceflight (2015)
- Star Worlds: Freedom Versus Control in Online Gameworlds (2016)
- Dynamic Secularization (2017)
- Family History Digital Libraries (2018)
- Computer Simulation of Space Societies (2018)
- Virtual Local Manufacturing Communities: Online Simulations of Future Workshop Systems (2019)
- Cultural Science: Applications of Artificial Social Intelligence (2020)
- The Social Structure of Online Communities (2020)